# Raskatjärnarna
Raskatjärnarna är en sjö i Ludvika kommun i Dalarna och ingår i Norrströms huvudavrinningsområde.